# Johnson County, Indiana
Johnson County är ett administrativt område i delstaten Indiana, USA. År 2010 hade countyt 139 654 invånare. Den administrativa huvudorten (county seat) är Franklin.

## Geografi
Enligt United States Census Bureau så har countyt en total area på 833 km². 829 km² av den arean är land och 4 km² är vatten.   

### Angränsande countyn
- Marion County - nord
- Shelby County - öst
- Bartholomew County - sydost
- Brown County - sydväst
- Morgan County - väst